# Брудель, Ральф
Ральф Брудель (нем. Ralf Brudel; род. 6 февраля 1963, Потсдам) — немецкий гребец, выступавший за сборные ГДР и объединённой Германии по академической гребле в период 1982—1992 годов. Чемпион летних Олимпийских игр в Сеуле, серебряный призёр Олимпиады в Барселоне, двукратный чемпион мира, победитель многих регат национального и международного значения.

## Биография
Ральф Брудель родился 6 февраля 1963 года в городе Потсдам, ГДР. Проходил подготовку в Берлине в столичном спортивном клубе «Берлин-Грюнау».
Впервые заявил о себе в гребле в 1980 году, выиграв серебряную медаль в безрульных четвёрках на юниорском мировом первенстве в Хазевинкеле. Год спустя на аналогичных соревнованиях в Софии занял первое место в безрульных двойках.
Первого серьёзного успеха на взрослом международном уровне добился в сезоне 1982 года, когда вошёл в основной состав восточногерманской национальной сборной и побывал на чемпионате мира в Люцерне, откуда привёз награду серебряного достоинства, выигранную в распашных рулевых восьмёрках — на финише его обошёл только экипаж из Новой Зеландии.
В 1983 году на мировом первенстве в Дуйсбурге вновь стал серебряным призёром в восьмёрках, снова уступив новозеландской команде.
На чемпионате мира 1985 года в Хазевинкеле попасть в число призёров не смог, показав в восьмёрках лишь пятый результат.
В 1986 году получил бронзу в безрульных четвёрках на мировом первенстве в Ноттингеме — пропустил вперёд экипажи из США и ФРГ.
Был лучшим в безрульных четвёрках на чемпионате мира 1987 года в Копенгагене.
Благодаря череде удачных выступлений удостоился права защищать честь страны на летних Олимпийских играх 1988 года в Сеуле — в составе экипажа, куда также вошли гребцы Роланд Шрёдер, Олаф Фёрстер и Томас Грайнер, занял первое место в программе мужских распашных четвёрок без рулевого и тем самым завоевал золотую олимпийскую медаль. За это выдающееся достижение по итогам сезона был награждён орденом «За заслуги перед Отечеством» в золоте.
После сеульской Олимпиады Брудель остался в составе гребной команды ГДР и продолжил принимать участие в крупнейших международных регатах. Так, в 1989 году он выступил на мировом первенстве в Бледе, где вновь одержал победу в безрульных четвёрках, став таким образом двукратным чемпионом мира по академической гребле.
В 1990 году на чемпионате мира в Тасмании добавил в послужной список бронзовую награду, полученную в безрульных четвёрках — здесь его обошли экипажи из Австралии и Нидерландов.
Брудель решил завершить карьеру и переехать на постоянное жительство в Австрию, однако вскоре ГДР и ФРГ воссоединились — он вернулся на родину и вошёл в состав национальной сборной объединённой Германии. В частности, представлял страну на Олимпийских играх 1992 года в Барселоне, где совместно с Уве Келльнером, Торальфом Петерсом, Карстеном Фингером и рулевым Хендриком Райхером завоевал серебряную медаль в рулевых четвёрках, уступив в финале только команде из Румынии. За это достижение впоследствии был награждён высшей спортивной наградой Германии «Серебряный лавровый лист».